# Acraea oumbiana
Acraea oumbiana är en fjärilsart som beskrevs av Ungemach 1932. Acraea oumbiana ingår i släktet Acraea och familjen praktfjärilar. Inga underarter finns listade i Catalogue of Life.